# Pierwiastki drugiego okresu
Pierwiastki drugiego okresu – pierwiastki chemiczne znajdujące się w drugim okresie (rzędzie) układu okresowego pierwiastków. Drugi okres zawiera osiem pierwiastków: lit, beryl, bor, węgiel, azot, tlen, fluor i neon.

## Znaczenie i występowanie

Rozpowszechnienie pierwiastków chemicznych w Układzie Słonecznym

Niemetale należące do tego okresu są bardzo szeroko rozpowszechnione, należą do nich najważniejsze dla istot żywych budulce materii organicznej (oprócz wodoru): węgiel, azot i tlen. Wchodzą one także w skład wielu kluczowych dla istnienia życia ziemskiego substancji, w tym wody i dwutlenku węgla.
Dla kontrastu lit, beryl i bor występują w przyrodzie stosunkowo rzadko. Niewielkie ilości litu i berylu mogły powstać w wyniku pierwotnej nukleosyntezy we wczesnym Wszechświecie, zaś cięższe pierwiastki tego okresu utworzyły się w procesach syntezy jądrowej zachodzącej w gwiazdach.
| Z  | Symbol | Nazwa  | Właściwości metaliczne  | Konfiguracja elektronowa |
| -- | ------ | ------ | ----------------------- | ------------------------ |
| 3  | Li     | lit    | metal alkaliczny        | [He]2s1                  |
| 4  | Be     | beryl  | metal ziem alkalicznych | [He]2s2                  |
| 5  | B      | bor    | półmetal                | [He]2s22p1               |
| 6  | C      | węgiel | niemetal                | [He]2s22p2               |
| 7  | N      | azot   | niemetal                | [He]2s22p3               |
| 8  | O      | tlen   | niemetal                | [He]2s22p4               |
| 9  | F      | fluor  | niemetal – fluorowiec   | [He]2s22p5               |
| 10 | Ne     | neon   | gaz szlachetny          | [He]2s22p6               |

## Pierwiastki znajdujące się w okresie

### Lit
Lit jest najlżejszym i najmniej gęstym spośród metali. Jest także bardzo reaktywny i w przyrodzie występuje tylko w związkach.

### Beryl
Beryl jest stosunkowo reaktywnym metalem wchodzącym w skład wielu minerałów, m.in. berylu i chryzoberylu. Należy do substancji rakotwórczych.

### Bor
Bor jest najlżejszym półmetalem. Należy do mikroelementów niezbędnych dla rozwoju roślin.

### Węgiel
Węgiel jest głównym budulcem związków organicznych, dzięki zdolności do tworzenia stabilnych wiązań między atomami pierwiastka, oraz wielu rozpowszechnionych związków nieorganicznych, jak tlenki węgla lub węglany. Występuje w przyrodzie także w postaci pierwiastkowej, w odmianach alotropowych znacznie różniących się właściwościami: są to przede wszystkim grafit i diament. Węgiel tworzy także naturalne złoża, które są eksploatowane jako paliwa kopalne.

### Azot
Cząsteczkowy azot jest w warunkach standardowych gazem i stanowi główny składnik powietrza. Do jego związków należy amoniak, niezbędne dla ziemskiego życia aminokwasy, a także liczne substancje wykazujące właściwości wybuchowe, jak nitrogliceryna.

### Tlen
Tlen jest reaktywnym, szeroko rozpowszechnionym niemetalem. Cząsteczkowy tlen jest w warunkach standardowych gazem, stanowi drugi główny składnik powietrza. Związki tlenu są także budulcem wielu minerałów skałotwórczych, jest on najbardziej rozpowszechnionym w skorupie ziemskiej pierwiastkiem.

### Fluor
Fluor jest najbardziej elektroujemnym i niezwykle reaktywnym pierwiastkiem, zdolnym do tworzenia związków nawet z częścią gazów szlachetnych. W warunkach standardowych występuje w postaci gazowej.

### Neon
Neon jest gazem szlachetnym, niewchodzącym w reakcje chemiczne. Jest wykorzystywany w lampach neonowych jako źródło światła.